# 高山市立三枝小学校
高山市立三枝小学校 （たかやましりつ みえだしょうがっこう）は、岐阜県高山市にある公立小学校。

## 沿革
三枝小学校は新宮小学校と同じく、1950年に上枝小学校が分割されて開校。元々は上枝小学校中切分校である。ここでは上枝小学校中切分校及びその前身についても記述する。
- 1874年（明治7年）3月 - 中切村に三枝学校が開校。校区は上切村、中切村、下切村。
- 1875年（明治8年） -  牧ヶ洞村、三日町村、藤瀬村、福寄村、三ツ谷村、坂村、下本村、有巣村、二俣村、中野村、楢谷村、大原村、上小鳥村、夏厩村、二本木村、池本村、江黒村、大谷村、森茂村、前原村、赤保木村、上切村、中切村、下切村、下林村、山田村、下之切村、新宮村、八日町村が合併し、清見村が発足
- 1881年（明治14年） - 上切村が三枝学校から離脱し、成文学校を開校する。
- 1883年（明治16年） - 三枝学校が成文学校を統合する。
- 1886年（明治19年） - 三枝学校が中切簡易科小学校に改称する。
- 1888年（明治21年） - 中切簡易科小学校が中切尋常小学校に改称する。
- 1889年（明治22年）7月1日 - 清見村の一部[注釈 1]が分立し、上枝村が発足。
- 1908年（明治41年） - 中切尋常小学校、山田尋常小学校、上枝高等小学校を統合し、上枝尋常高等小学校となる。旧・中切尋常小学校を中切分教場とし、尋常科低学年を収容する。
- 1911年（明治43年） - 中切分教場を廃止。
- 1913年（大正2年） - 中切分教場を設置。
- 1941年（昭和16年） - 上枝国民学校中切分教場に改称する。
- 1943年（昭和18年）4月1日 - 上枝村が高山市に編入される。
- 1947年（昭和22年）4月1日 - 高山市立上枝小学校中切分校に改称する。
- 1950年（昭和25年） - 上枝小学校が分割され、旧・中切分校の校舎を用いて、高山市立三枝小学校が開校。
- 1978年（昭和53年） - 新校舎（現・東舎、中央舎）が完成。
- 1985年（昭和60年） - 校舎（現・西舎）が完成。